# Leszek Szaruga

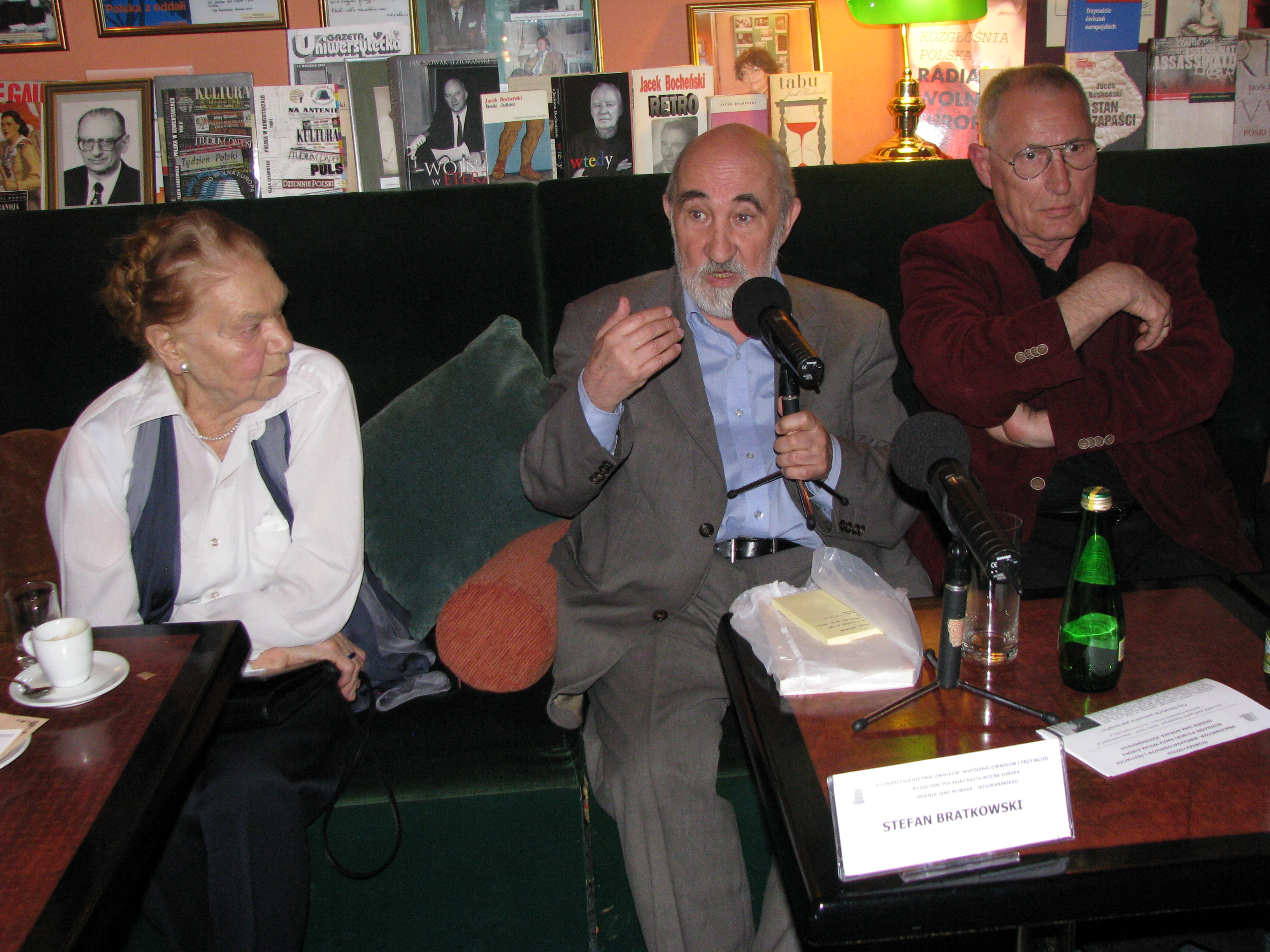
Julią Hartwig, Stefanem Bratkowskim i Leszek Szaruga, Warszawa, 29 kwietnia 2013

Leszek Szaruga, właśc. Aleksander Stanisław Wirpsza (ur. 28 lutego 1946 w Krakowie, zm. 15 października 2024 w Warszawie) – polski poeta, prozaik, eseista, tłumacz niemieckiej, rosyjskiej i ukraińskiej poezji, wykładowca uniwersytecki – historyk literatury, krytyk literacki.

## Życiorys
Był synem Witolda Wirpszy i Marii Kureckiej. Rozpoczął studia na Wydziale Filozofii Uniwersytetu Warszawskiego, z których został relegowany w związku z wydarzeniami marca 1968. Ostatecznie ukończył na początku lat 70. polonistykę na Uniwersytecie Warszawskim. W 1968 r. był zatrzymany i aresztowany podczas wydarzeń marcowych. Wtedy też przybrał pseudonim Leszek Szaruga.
W latach 70. i 80. był redaktorem pism drugiego obiegu, takich jak „Puls”, „Wezwanie”. W latach 1979–1989 współpracował z sekcją polską Radia Wolna Europa (pod pseudonimami: Jan Krajnik, Krzysztof Powoski). Od 1979 współpracował z „Kulturą”, Pod koniec istnienia pisma był w nim szefem działu poezji. 23 sierpnia 1980 roku dołączył do apelu 64 uczonych, pisarzy i publicystów do władz komunistycznych o podjęcie dialogu ze strajkującymi robotnikami. Pracę doktorską pt. Poezja polska 1939-1980. Zarys głównych problemów napisał pod kierunkiem prof. Ireny Maciejewskiej (1987). W latach 1987–1990 mieszkał w Berlinie Zachodnim, gdzie współpracował z sekcjami polskimi BBC oraz Deutsche Welle oraz czasopismami emigracyjnymi.
Od przyjazdu na stałe do kraju w roku 2003 wykładowca Uniwersytetu Szczecińskiego, Częstochowskiej WSP, Uniwersytetu Warszawskiego. Redaktor pism „Nowaja Polsza” oraz „Przegląd Polityczny”. Laureat Nagrody Kościelskich (1986) oraz nagrody literackiej „Kultury” (1999).
W 2000 otrzymał habilitację na Uniwersytecie Adama Mickiewicza w Poznaniu na podstawie rozprawy Państwo – historia – literatura.
Członek Stowarzyszenia Pracowników, Współpracowników i Przyjaciół Rozgłośni Polskiej Radia Wolna Europa Imienia Jana Nowaka-Jeziorańskiego w Warszawie. Był członkiem Stowarzyszenia Pisarzy Polskich, z którego odszedł na znak protestu wobec członkostwa Marcina Wolskiego i Rafała Ziemkiewicza w tymże stowarzyszeniu.
W 2019 nominowany do Orfeusza – Nagrody Poetyckiej im. K.I. Gałczyńskiego za tom W tym samym czasie, a w 2022 do Nagrody Literackiej „Nike” za poemat Mucha i do Nagrody Poetyckiej im. Kazimierza Hoffmana za tom Łowca.
Został pochowany na Nowym cmentarzu na Służewie w Warszawie.

## Odznaczenia
- Krzyż Kawalerski Orderu Odrodzenia Polski – 2008[13]
- Srebrny Medal „Zasłużony Kulturze Gloria Artis” – nadanie 2008[14], wręczenie 2009[15]

## Twórczość literacka

### Poezja
- Wiersze, Oficyna Literatów i Krytyków, Poznań 1980
- Nie ma poezji, Krakowska Oficyna Studentów, Kraków 1981
- Czas morowy, Wydawnictwo Wydma, Warszawa 1982
- Przez zaciśnięte zęby, Wydawnictwo Przedświt, Warszawa 1983
- ...i inne wiersze, Wydawnictwo Głosy, Poznań 1984
- Mgły, Wydawnictwo Federacji Młodzieży Walczącej, Gdańsk 1987
- Nie mówcie Europa/Sagt nicht Europa, Wydawnictwo Pogląd, Berlin Zachodni 1988
- Po wszystkim, Oficyna Literacka, Kraków 1992
- Klucz od przepaści, Oficyna Literacka, Kraków 1994
- Eiszeit. Steinzeit (tłum. Renate Schmidgall), ROSPO, Hamburg 1997
- Skupienie, Wydawnictwo Miniatura, Kraków 1997
- Każdy jest kimś, Wydawnictwo Miniatura, Kraków 2000
- Przed burzą, Wydawnictwo Miniatura, Kraków 2001
- Panu Tadeuszowi, Wydawnictwo 13 muz, Szczecin 2001
- Wiersze skrócone, Wydawnictwo Miniatura, Kraków 2004
- Mówienia, Wydawnictwo Adam Marszałek, Toruń 2004
- Wymysły, Wydawnictwo Miniatura, Kraków 2005
- Życiowy wybór (wiersze 1968-1998), Wydawnictwo Nowy Świat, Warszawa 2006[16]
- Garść wierszy użytkowych, Wydawnictwo Miniatura, Kraków 2007
- Blag (języczenie), Wydawnictwo Miniatura, Kraków 2008
- Kanibale lubią ludzi, Wydawnictwo Forma, Szczecin 2012
- After All (tłum. Frank I. Vigoda), wydawnictwo internetowe[17]: także papierowe, 2013
- Pomysł zapisu informacji (nielogiczny), Wydawnictwo Miniatura, Kraków 2013
- Logo Reya, Wydawnictwo Miniatura, Kraków 2015
- Fluktuacja kwantowa, Biblioteka Toposu, Sopot 2015
- Trochę inne historie, Wydawnictwo Convivo, Warszawa 2016
- Wybór z Księgi, Wydawnictwo Miniatura, Kraków 2016[18]
- Skrót Księgi, Wydawnictwo Miniatura, Kraków 2016
- Extractum, Duży format, Warszawa 2017
- Zaczyna się, Wydawnictwo Convivo, Warszawa 2018
- W tym samym czasie, Zaułek Pomyłka, Szczecin 2018
- Istnienie, Zaułek Wydawniczy Pomyłka, Szczecin 2020
- Łowca, Wydawnictwo Convivo, Warszawa 2021
- Mucha, Wydawnictwo Convivo, Warszawa 2021
- Na języki, Zaułek Wydawniczy Pomyłka, Tanowo 2022
- Jeszcze trochę inne historie, Wydawnictwo Convivo, Warszawa 2022
- List, Wydawnictwo Convivo, Warszawa 2023

### Proza
- Pudło, Wydawnictwo im. Uniwersytetu Pomorza Zachodniego, Szczecin 1981
- Tym czasem, wydawnictwo internetowe, 2001
- Wodna pieczęć, wydawnictwo internetowe, 2001
- Zdjęcie, Wydawnictwo Forma, Szczecin 2008
- Podróż mego życia, Wydawnictwo Forma, Szczecin 2008
- Das foto, Gabriele Schäfer Verlag, Herne 2011
- ...zmowa kontrolowana, Wydawnictwo Papierowy Motyl, Warszawa 2014
- Dane elementarne, Wydawnictwo Forma, Szczecin 2008

### Eseistyka
- Własnymi słowami, Biblioteka Głosu, Warszawa 1979
- Szkoła polska, Wydawnictwo Przedświt, Warszawa 1984
- Walka o godność. Poezja polska w latach 1939–1988. Zarys głównych problemów, Korner Verlag, Berlin Zachodni 1988
- W Polsce, czyli Nigdzie, Wydawnictwo Pogląd, Berlin Zachodni 1988
- Wobec cenzury: kostium kościelny w prozie polskiej. Wobec totalitaryzmu., Ottonianum, Szczecin 1994
- Zapis Zarys monograficzny. Biblioteka Zawartości, Wydawnictwo Naukowe Uniwersytetu Szczecińskiego, Szczecin 1996
- Dochodzenie do siebie, Wydawnictwo Fundacji Pogranicza, Sejny 1997
- Powrót poetów, Wydawnictwo Miniatura, Kraków 1997
- Milczenie i krzyk. Pięć esejów z powodu Młodej Polski, Wydawnictwo Naukowe UMCS, Lublin 1997
- Historia – państwo – literatura, Wydawnictwo Naukowe Uniwersytetu Szczecińskiego, Szczecin 1999
- Co czytamy? Prasa literacka 1945-1995, Wydawnictwo Naukowe UMCS, Lublin 1999
- Kazimierz Brakoniecki, Zespół Literacki „polska 2000”, Kraków 2000
- Erwin Kruk, Zespół Literacki „polska 2000”, Kraków 2000